# Christoph Irmer

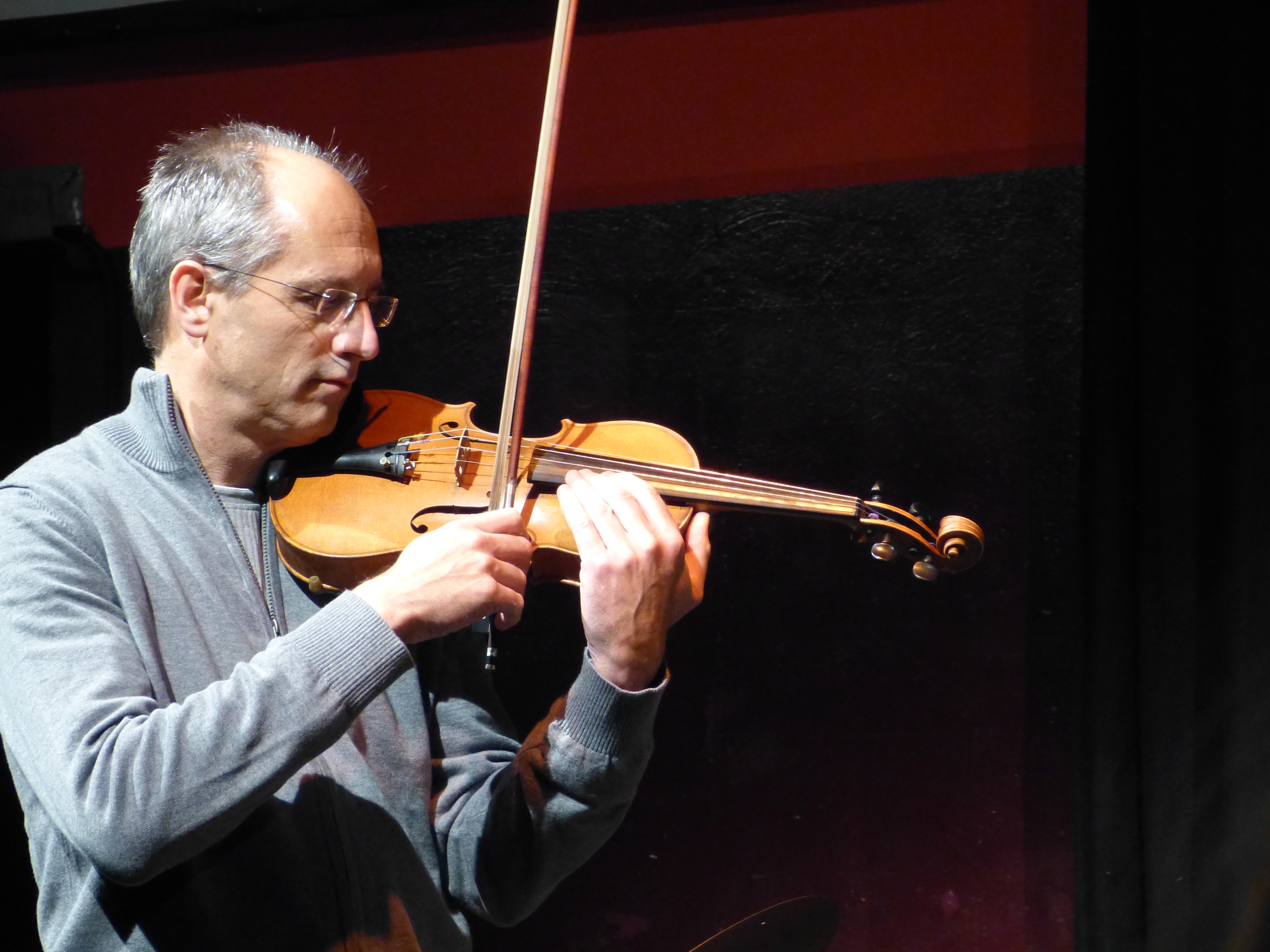
Christoph Irmer (2012)

Christoph Irmer (* 1958 in Herford) ist ein deutscher Musiker im Bereich der Neuen Improvisationsmusik.

## Leben
Irmer studierte von 1980 bis 1985 Schulmusik in Kassel, danach bis 1990 Violine an der Musikhochschule Köln-Wuppertal. Bei der documenta IX in Kassel war er Mitglied des Improvisationsorchesters unter Leitung von Jon Rose, mit dem er auch auf Tournee ging. 1994/95 wirkte er an Peter Kowalds Projekt 365 Tage am Ort in Wuppertal mit, 1996 trat er beim Drumming for Africa mit Tony Oxley, Trevor Watts und anderen auf. Im gleichen Jahr arbeitete er beim Vinschgauer Orgelsommer mit Arvo Pärt zusammen. Weiterhin wirkte er an Tanztheaterprojekten wie Danza e musica in strada (Südtirol 1996), der Butoh-Tanz-Performance Prinzenrolle (Wuppertal 1997) und dem Tanztheaterstück Sind Sie wahnsinnig (nach Heiner Müller) des TanzMusikTheater T.M.T.4.2. (1998) mit. Seit 2000 organisiert er das Klappstuhl-Fest für freie Musik und Tanz in Wuppertal.
Irmer ist festes Mitglied des London Improvisers Orchestra und des Wuppertaler Improvisations Orchesters. Weiterhin arbeitet er mit der Bigband Supernova (um 2000 im Ruhrgebiet;), dem Improvisationsorchester Fineworks (seit 2002), und dem London Improvisers Orchestra (seit 2004) zusammen. Außerdem ist er Mitglied des Statements Quintet (mit Dominic Duval, Jay Rosen, Ursel Schlicht, Hans Tammen) und der Gruppen Canaries on the Pole (mit Jacques Foschia, Georg Wissel, Mike Goyvaerts) und Investigation Routine (mit Klaus Treuheit, Günther Pitscheider).
In Duoformationen arbeitet er mit dem Vokalisten Mitch Heinrich, dem Pianisten Agustí Fernández und der Flötistin Jane Rigler zusammen. Mit Gunda Gottschalk und weiteren Musikern trat er 2006 auf dem Moers Festival auf. Im Bereich des Tanzes sind seine Partner unter anderem Chrystel Guillebeaud und Andrés Corchero.
Irmer lebt und arbeitet in Wuppertal.

## Diskographie
- Peter Kowald Ort Ensemble: Cuts, 1998
- Ebro Delta mit Agustí Fernández, 1999
- Statements Quintet, 1999
- Supernova Orchestra: Supernova, 2002
- Frogsongs mit Mitch Heinrich, 2002
- Clearings mit John Butcher, Agustí Fernández, 2004
- Investigation Routine, 2004
- Canaries on the Pole #1, 2005
- Oxide, mit Hans Tammen, 2006
- Katachi mit Georg Wissel, Klaus Treuheit, 2008